# Andezeno
Andezeno (piemonti nyelven Andzen) egy olasz község (comune) a Piemont régióban.

## A település szülöttei
Guido Ceronetti